# La Mission (Müller)
Pour les articles homonymes, voir La Mission.
La Mission, souvenir d'une révolution (Der Auftrag) est une pièce de théâtre du dramaturge allemand Heiner Müller, parue en 1979 et représentée pour la première fois en France au Théâtre des Quartiers d'Ivry (dirigé par Philippe Adrien) le 21 avril 1982, en coproduction avec la Comédie de Saint-Étienne (dirigée par Daniel Benoin).
Cette pièce reprend des thèmes de la nouvelle d'Anna Seghers La Lumière sur le gibet, notamment la première tentative d'abolition de l'esclavage aux Antilles après la Révolution française. Elle est coupée par un long monologue narratif de type kafkaïen, mettant en scène un homme dans un ascenseur. H. Müller a expliqué que cet élément lui a été inspiré par une rencontre avec Erich Honecker.
Le texte de la pièce est édité en France par Les Éditions de Minuit.

## Création française
- Traduction : Jean Jourdheuil et Heinz Schwarzinger
- Mise en scène : Philippe Adrien
- Décor : Gérard Didier
- Costumes : Françoise Luro
- Lumières : Patrice Trottier
- Assistants : Alain Duclos, Kristina Delorme

- Distribution : Prosper Diss, Jean-Pol Dubois, Alain Duclos, Françoise Giret, Danièle Klein, Alain Ollivier, Pierre Saintons.